# Homai Vyarawalla
Homai Vyarawalla fue la primera mujer fotógrafa periodística en India (13 de diciembre de 1913- 15 de enero de 2012). Fue también una de las primeras en trabajar para una publicación: The Illustrated Weekly of India. En 2010 fue premiada con el Lifetime Achievement Award por el Ministerio de Información y Radiodifusión; y en 2011 recibió el galardón Padma Vibhushan, el segundo premio civil más importante en India. Antes de morir, a causa de un fallo respiratorio, Vyarawalla entregó su colección de fotografías a la ‘Alkazi Foundation for the Arts’ con sede en Nueva Delhi.

## Juventud y educación
Vyarawalla nació el 13 de diciembre de 1913 en una familia de clase media en Navsari. Su padre fue un actor en un teatro Parsi-Urdu. Cuando la familia se estableció en Bombai, vivió en Grant Road y después en Andheri.  Vyarawalla estudió en St Xavier’s College y obtuvo un diploma en artes en ‘J J School of Arts' en Bombai. Fue la única mujer en su escuela.

## Carrera profesional
Cuando aún estaba en la universidad, Vyarawalla recibió su primera tarea relacionada con la fotografía – hacer unas fotografías de un pícnic. La fotografía fue publicada en un periódico local y fue el inicio de su carrera en 1938. Después de esto, empezó a realizar más trabajo, particularmente freelance. Su reputación y conocimiento creció después de que su trabajo sobre la vida en Mumbai fue publicado en la revista The Illustrated Weekly of India.
La carrera de Vyarawalla despegó cuando la Segunda Guerra Mundial llegó en Asia. Durante muchos años trabajó en el Servicio de Información Británico, que trasladó su oficina a Nueva Delhi cuando los soldados japoneses llegaron en Singapur. Los Vyarawalla fueron recomendados por Stanley Jepson, que trabajaba en ‘The Weekly’. Además de esta tarea, aceptaba otros encargos y durante este periodo colaboró con la revista ‘Onlooker’, que cubría los eventos sociales importantes, por lo que ella decía que era un malentendido pensar que su trabajo fue solo político.

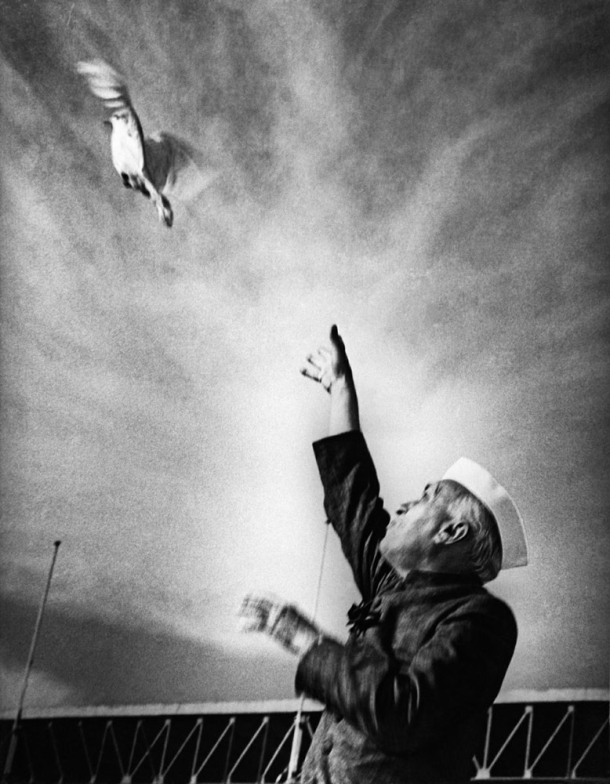
Nehru liberando una paloma

Vyarawalla fue responsable de varias fotos icónicas entre 1938 y 1970, fecha en dio por acabada su carrera. Usaba las cámaras fotográficas ‘Rolleiflex’ y ‘Speedgraphic’ (también conocida como ‘Pacemaker’). Entre sus fotos (siempre en blanco y negro) se incluyen la muerte de Mahatma Gandhi y una imagen de Jawaharlal Nehru, quien fue el primer ministro en ese tiempo, liberando una paloma. Vyarawalla dijo que Nehru fue su sujeto favorito de todos los tiempos. Con referencia a estas fotos, la crítica Holland Cotter afirma que

“el estado de animo elevado […] que está presente en las imágenes de Vyarawalla no se puede encontrar en el trabajo de sus colegas mas jóvenes”.
Hay pocas figuras políticas importantes en la India que no hayan sido objeto de su trabajo. Dignatarios visitantes también fueron fotografiados por ella, en particular Franklin D. Roosevelt y John F. Kennedy, y sus primeras damas Eleanor Roosevelt y Jacqueline Kennedy Onassis respectivamente. En una entrevista, dijo que su mayor arrepentimiento fue que no llegó a la reunión en la que Mahatma Gandhi fue asesinado, porque iba de camino cuando su marido le pidió que se volviera para hacer otro trabajo.
Entre sus fotografías más impactantes fue esas que trataban de la independencia de la India, por ejemplo, la foto de la partida de Lord Mountbatten, el último Virrey británico. Otras fotos suyas ahora son parte del Archivo Nacional.
Sin embargo, Vyarawalla sabía muy bien que trabajaba en un mundo de hombres y declaraba que se había transformado en ‘una persona dura, para que nadie tuviera una idea equivocada’. Sus primeros trabajos fueron publicados bajo el nombre de su marido y después fue habitual que publicara bajo el nombre ‘Dalda 13’, un seudónimo que deriva de su número de placa ‘DLD 13’.

En 1970, un año después de la muerte de su marido, terminó su carrera porque estaba disgustada por sus colegas y no quería ser parte de esta industria. En una entrevista con India Today, dijo
“Mis colegas habían sido todos caballeros, pero los nuevos no saben como comportarse en la alta sociedad.”
Dijo también que
“Ya no valía la pena. Teníamos normas para los fotógrafos; teníamos incluso un código de vestimenta. Nos tratábamos con respeto, como colegas. Después las cosas cambiaron para peor. Solo les interesaba obtener dinero rápido; yo no quería involucrarme en eso.”
Cuando Sabeena Gadihoke, una profesora del Jamia Millia Islamia encontró el trabajo de Vyarawalla, escribió en Camera Chronicles of Homai Vyarawalla, una biografía de la fotógrafa. Con Gadihoke, Vyarawalla viajó los Estados Unidos y el Reino Unido para hacer algunas conferencias en distintas universidades.

## Vida privada
Aprendió el arte de la fotografía de Maneckshaw Vyarawalla, un contable de ‘The Times of India’ con quien se casaría en 1941. Después de casarse se trasladaron a Delhi y tuvieron un hijo (Farouq Vyarawalla), fallecido en 1989.
Después de terminar su carrera como fotógrafa, se mudó a Vadodara donde vivía sola. En enero de 2012, Vyarawalla se cayó de la cama y se fracturó una cadera. Sus vecinos le ayudaron a llegar al hospital, donde desarrolló complicaciones respiratorias derivadas de la enfermedad pulmonar que sufría. Falleció por esta causa el día 15 de enero de 2012.